# Adam C. Oellers
Adam C. Oellers (né en 1949 à Linz am Rhein) est un historien de l'art allemand et jusqu'en juillet 2014, il est directeur adjoint des musées de la ville d'Aix-la-Chapelle.

## Biographie
Le fils du sculpteur Günther Oellers (de) et de la peintre Edith Oellers-Teuber (de) passe sa jeunesse à Duisbourg, ville natale de sa mère, et à Linz-sur-le-Rhin. Il grandit dans une maison où les beaux-arts jouent un rôle formateur et où des amitiés et des contacts étroits existent avec d'importants artistes, écrivains, philosophes et employés responsables de musées, entre autres.
Cela aboutit probablement à la décision d'Adam Oeller de suivre des cours d'histoire de l'art, de mathématiques, de philosophie et de folklore aux universités de Bonn et de Vienne. En 1978, il obtient son doctorat à l'Université de Bonn avec sa thèse d'études iconographiques sur la peinture de portrait de la nouvelle objectivité et est ensuite engagé comme assistant scientifique au musée Wallraf-Richartz et au musée Ludwig de Cologne, qui vient d'être fondé en 1976.
Dès 1979, Oellers s'installe à Aix-la-Chapelle, où il obtient le poste de conservateur des musées de la ville d'Aix-la-Chapelle et, entre autres, la direction du musée d'histoire de la ville du château de Frankenberg (de). En plus d'autres activités, il occupe ensuite plusieurs fois la direction générale des musées d'Aix-la-Chapelle, notamment en 1989/1990 et 2003/2004, et est promu conservateur principal et directeur adjoint en 1998. En outre, de 1992 à 2004, Oellers reçoit un poste de chargé de cours en histoire de l'urbanisme à la faculté d'architecture de l'École supérieure polytechnique de Rhénanie-Westphalie.
Dans le cadre de son travail d'histoire de l'art, Oellers écrit de nombreux essais spécialisés, des descriptions d'artistes et des catalogues d'exposition, et est souvent invité à donner des conférences spécialisées. Il travaille également occasionnellement sur le montage de films et est toujours artistiquement actif avec son propre montage photo. En outre, Oellers est membre du conseil d'administration de l'Association des musées d'Aix-la-Chapelle, dans la Société pour le dialogue de l'art et de l'Église et dans l'association Mies van der Rohe – Haus Aachen et en tant que membre du conseil d'administration des archives rhénanes des successions d'artistes.

## Œuvres (sélection)
- Karikatur und Sozialkritik bei George Grosz, in: Kat. Kleine und Grosze Welten, Universität Bonn, 1972
- Landschaft zwischen Natur und Ideologie, in: Kat. Landschaft – Gegenpol oder Fluchtraum?, Leverkusen – Berlin 1974/75
- Bemerkungen zur Ikonographie des Porträts der 20er Jahre – Porträt und Porträttheorie der zwanziger Jahre in zeitgenössischen Quellen und Künstlerzitaten, in: Kat. Die zwanziger Jahre im Porträt, Bonn 1976
- Zur Frage der Kontinuität von Neuer Sachlichkeit und nationalsozialistischer Kunst, in: Kritische Berichte (de), 6. Jg., H. 6, 1978
- Kat. Gaukler, Biedermänner und Kokotten – Typen aus dem Milieu der „Goldenen Zwanziger“, Museum Ludwig, Graph. Kabinett, Köln 1979
- Handbuch Museum Ludwig – Kunst des 20. Jahrhunderts, Köln 1979
- Kat. Kirchliche Kunst im Bistum Aachen 1930–1980, Suermondt-Ludwig-Museum, Aachen 1980 (ergänzt in: Philipp Boonen, Lebensraum Bistum Aachen, Aachen 1982, S. 253 ff., auch in: Aachener Kunstblätter, Bd. 49, 1980/81, S. 255ff.)
- Tradition und Ideologie in der Industriedarstellung des Nationalsozialismus, in: Kat. Kunst und Technik in den 20er Jahren, München 1980
- Antonio Máro (de), Gemälde – Plastiken – Zeichnungen, St. Gallen 1983 (mit Ernst Günther Grimme (de))
- Ikonographische Untersuchungen zur Bildnismalerei der Neuen Sachlichkeit, Mayen 1983 (Diss. Universität Bonn)
- Georg Meistermann – Stationen einer künstlerischen Entwicklung, in: Kat. Georg Meistermann – Gemälde 1958–1984, Aachen – Koblenz 1984
- Kat. Kreuz-Zeichen – Religiöse Grundlagen im Werk von Joseph Beuys, Aachen – Ratingen Museumsverein Aachen, 1985/86
- Kat. 150 Jahre Eiserner Rhein – Die erste internationale Bahnlinie Köln-Aachen-Antwerpen, Suermondt-Ludwig-Museum, Aachen 1985
- Vor allem Sakralkunst – Zur Situation der Werkkunstschule Aachen (de), in: Kat. Aus den Trümmern – Kunst und Kultur im Rheinland und in Westfalen 1945–1952. Neubeginn und Kontinuität, Bonn 1985
- Künstler, Freund und Zeitgenosse, Zur Porträtdarstellung bei Georg Schrimpf und seinem Umkreis in den 20er Jahren, in: Aachener Kunstblätter, Bd. 54/55, 1986/87
- Für Sacco und Vanzetti – Bildende Künstler dokumentieren einen Fall von Klassenjustiz aus dem Jahre 1927, in: tendenzen, Jg. 28, Nr. 160, Oktober 1987, S. 41ff.
- Alfred Rethel – Die Karlsfresken im Aachener Rathaus und die Ölstudien im Museum Burg Frankenberg, Aachen 1987
- Barthel Gilles (de) – Leben und Werk, (mit Michael Euler-Schmidt), Bongers, Recklinghausen 1987,  (ISBN 3-7647-0387-3)
- Kat. Struktur und Geste – Informelle Malerei und subjektive Fotografie in der deutschen Kunst der 50er Jahre, Suermondt-Ludwig-Museum, Aachen 1988
- Joseph Jaekel (de) – Plastiken, Zeichnungen, Suermondt-Ludwig-Museum, Aachen 1988
- Der Typus des „Apostelbalkens“ und seine Verbreitung in der rhein-maasländischen Schnitzkunst des 15. Und 16. Jahrhunderts, in: Aachener Kunstblätter, Bd. 54/55, 1986/87, S. 275ff.
- Uebergaenge – Beiträge zur Kunst und Architektur im Rheinland, Verlag für Datenbank und Geisteswissenschaften, Alfter 1993,  (ISBN 3-929742-12-8)
- mit Sibille Spiegel: Wollt Ihr das totale Leben? Fluxus und Agit-Pop der 60er Jahre in Aachen, Neuer Aachener Kunstverein, Aachen 1995,  (ISBN 3-929261-24-3)
- Rudolf Steiners Tafelzeichnungen im Kontext der Kunstgeschichte, in: Kat. Farbige Gedanken in Schwarz. Rudolf Steiner Tafelzeichnungen, Leipzig 1995
- „Beuys und...“ – zur Methodologie der Beuys-Rezeption zwischen Wissenschaftstheorie und Massenwirksamkeit, in: J.Beuys-Symposium Kranenburg 1995
- Der „erweiterte Kunstbegriff“ – auch eine Aufgabe des Museums ?, in: Regel und Ausnahme, Festschrift H. Holländer, Aachen 1995
- Raoul Ubac 1910–1985. Skulpturen, Gemälde, Zeichnungen, Photographien, Grenzecho-Verlag, Eupen 1996,  (ISBN 90-5433-085-6)
- Alfred Rethel 1816–1859, in: Bert Kasties, Manfred Sicking (Hrsg.): Aachener machen Geschichte, Bd. 1, Aachen 1997
- Fluxus an der Grenze: Aachen 20.Juli 1964, in: Kat. Deutschlandbilder – Kunst aus einem geteilten Land, Berlin 1997, S. 232ff. (engl. Kat.: German Art from Beckmann to Richter, Köln 1997, S. 200ff.).
- Rudolf Schwarz – Albert Renger-Patzsch. Der Architekt, der Photograph und die Aachener Bauten, Suermondt-Ludwig Museum, Aachen 1997,  (ISBN 978-3-929203-17-2)
- Unterwegs in „Gottes schöner Natur“ – Religiöse Momente in der Landschaftsmalerei Johann Wilhelm Schirmers, in: Kat. Johann Wilhelm Schirmer in seiner Zeit, Karlsruhe-Aachen 2002, S. 29ff.
- Rudolf Schwarz, in: Bert Kasties, Manfred Sicking (Hrsg.): Aachener machen Geschichte, Band 2, Aachen 1999
- Ihr Söhne des Lands Morea – Volkslieder, Balladen und Gedichte vom Peloponnes, Aachen 2003
- Ex Oriente. Isaak und der weiße Elefant. Bagdad – Jerusalem – Aachen. Eine Reise durch drei Kulturen um 800 und heute, 3 Bände (Mit-Hrsg. Katalogbeiträge), Aachen 2003
- Ex Oriente – Isaak und der weiße Elefant, Führer durch die Ausstellung (Katalogbeiträge), Verlag Mainz, Aachen 2003
- Die Femme fatale im Tempo der Großstadt. Der Meisterdesigner Jupp Wiertz (de) 1888–1939, (mit Roland Rappmann), Suermondt-Ludwig-Museum Aachen 2003, S. 9ff.  (ISBN 3-929203-49-9)
- Karl Otto Götz – Ein Rückblick – Aktuelle Arbeiten, Suermondt-Ludwig-Museum – Ludwig Forum, Aachen 2004,  (ISBN 3-929292-34-3)
- Lebenslust und Todesfurcht. Graphische Meisterwerke der Künstlergruppe Die Brücke und ihrer Zeitgenossen aus der Sammlung Neußer, Suermondt-Ludwig-Museum, Aachen 2005,  (ISBN 3-929203-55-3)
- Maja's moderne Schwestern – Über Christiane Maethers Umgang mit Göttinnen, Engeln und starken Frauen, in: Kat. Curriculum Arte – Christiane Maether und ihre SchülerInnen, Suermondt-Ludwig-Museum Aachen – Städt. Galerie Speyer, Suermondt-Ludwig-Museum, Aachen 2006,  (ISBN 3-929203-61-8)
- „Christus im Ruhrgebiet“ – Die sozialkritische Aktualisierung der christlichen Bildthematik in der Kunst nach dem Ersten Weltkrieg, in: Kat. Krieg und Utopie – Kunst Literatur und Politik im Rheinland nach dem Ersten Weltkrieg, Düsseldorf 2006, S. 248ff.
- aufbruch im westen. Die informelle Malerei der 50er und 60er Jahre in der Region Maas/Rhein, Mönchengladbach 2006 (mit Joachim Melchers)
- Katalog Gemälde 19. und 20. Jahrhundert, in: Schattengalerie – Die verlorenen Werke der Gemäldesammlung, Suermondt-Ludwig-Museum Aachen, Bestandskatalog der Gemäldegalerie, München 2008, S. 263–369.
- Der „Geselle des Weltbaumeisters“. Hans Schwippert und seine Tätigkeit in Aachen. Im Spannungsfeld zwischen Bauhaus-Einflüssen und Traditionsbindung. Schwipperts Eigenheimbauten der 1930er Jahre, in: Gerda Breuer, Pia Mingels, Christopher Oestereich: Hans Schwippert 1899–1973. Moderation des Wiederaufbaus, Berlin 2010.
- Fluxus +- RWTH Aachen !? technikerstudenten erleben vier jahre lang ein höchst erstaunliches kulturprogramm, in: Kat. Nie wieder störungsfrei. Aachen Avantgarde seit 1964, Aachen 2011, S. 22–39.
- Ewald Mataré (1887–1965), in: Kat. Ewald Mataré – zum 125. Geburtstag, Kunst aus NRW, Aachen-Kornelimünster 2012
- Fritz Schaefler (1888–1954). Verfemt – Vertrieben – Zurückgekehrt. Fritz Schaeflers wiederentdeckte Werke und die Sammlung Heymann London, (dt./engl.), Petersberg 2012
- Das Bild im Kirchenraum und seine ästhetische Bewertung durch die Kunstgeschichte, in: Liturgie und Ästhetik, hrg. von A.Gerhards und A.Poschmann, Trier 2013, S. 83–114
- Kathedrale und Dom als Bildaufgabe im Expressionismus, in: Kat. Die Kathedrale. Romantik – Impressionismus – Moderne, Köln 2014, S. 215ff.
- Polyvalenz und Instrumentalisierung. Zum Karlsbild im Zeitalter des Historismus, in: Kat. Karl der Große. 1200 Jahre Mythos und Wirklichkeit, Darmstadt 2014, S. 157ff.
- Karl Otto Götz – ein Öcher wurde 100 Jahre. Aachen ehrt seinen großen Maler zu seinem 100. Geburtstag, Alsdorf 2015
- Markus Lüpertz – Das glasmalerische Werk, in: Kat. Markus Lüpertz. Malen mit dem Licht, Linnich 2016
- Kopfstand, Kreuze und Krawalle – Aufstand in Aachen. Joseph Beuys und die internationalen Fluxus-Künstler schlagen in der Kulturprovinz auf, in: Aachener Reisen, Schriftenreihe 9 der AKV-Sammlung Crous, Aachen 2016
- Die Glasfenster des Goetheanums in Dornach bei Basel – Organische Raumgestaltung zwischen innovativer Glasschliff-Technik und konditionierter Kunstauffassung, in: Meisterwerke der Glasmalerei des 20. Jahrhunderts in den Rheinlanden, Band III, hrg. von Iris Nestler, Mönchengladbach 2019, S. 28–36.
- Beitrag im Joseph Beuys-Handbuch: Kap. VI, 83 Wissenschaftliche Forschung, Stuttgart 2021, S. 481–489 (Hg. T. Skrandies/B. Paust).